# Еміліано Мартінес (футболіст, 1999)
Еміліа́но Марті́нес Тора́нса (ісп. Emiliano Martínez Toranza; нар. 17 серпня 1999, Пунта-дель-Есте) — уругвайський футболіст, півзахисник бразильського клубу «Палмейрас» і збірної Уругваю.

## Клубна кар'єра

### «Насьйональ»
Почав займатися футболом в юнацькому клубі «Чарруйтас», після чого приєднався до академії столичного «Насьйоналя». В складі «Насьйоналя» (до 20 років) став переможцем молодіжного Кубка Лібертадорес 2018. 16 вересня 2019 року дебютував в уругвайській Прімері в матчі проти столичного «Ліверпуля». У своєму дебютному сезоні став чемпіоном Уругваю. У сезоні 2020 року також допоміг команді виграти чемпіонат та увійшов до символічної «команди сезону» Прімери. 22 лютого 2021 року в поєдинку проти «Фенікса» забив свій перший гол за «Насьйональ». 3 травня 2021 року став володарем Суперкубка Уругваю.

### «Ред Булл Брагантіно»
30 серпня 2021 року приєднався до бразильського клубу «Ред Булл Брагантіно», уклавши п'ятирічний контракт. Сума трансферу становила 3,4 млн євро. Дебютував за новий клуб проти «Шапекоенсе» в матчі бразильської Серії A, вийшовши в стартовому складі.

#### Оренда в «Мідтьюлланн»
31 серпня 2022 року перейшов на правах оренди в данський клуб «Мідтьюлланн» до кінця сезону з опцією викупу. 8 вересня дебютував за «Мідтьюлланн», вийшовши на заміну Піоне Сісто в матчі групового етапу Ліги Європи УЄФА проти австрійського «Штурма». 11 вересня в поєдинку проти «Норшелланна» дебютував в данській Суперлізі. Свій перший гол за «Мідтьюлланн» забив 13 жовтня в поєдинку групового етапу Ліги Європи, відзначившись у воротах «Феєнорда». Усього за час оренди провів за «Мідтьюлланн» 16 матчів, в яких забив 1 м'яч.

### «Мідтьюлланн»
Після завершення оренди 16 листопада 2022 року «Мідтьюлланн» викупив трансфер гравця, підписавши з ним п'ятирічний контракт.
З вересня 2023 року по березень 2024 не грав через м'язову травму. 11 березня 2024 року вперше з'явився на полі після травми у матчі Суперліги проти «Раннерса». В своєму другому сезоні провів 17 ігор в складі «Мідтьюлланна», допомігши команді виграти Суперлігу.
23 липня 2024 року дебютував у Лізі чемпіонів УЄФА, вийшовши на заміну в матчі другого раунду кваліфікації проти андоррського «Уніо Еспортива».

### «Палмейрас»
24 січня 2025 року повернувся до Південної Америки, підписавши чотирирічний контракт з бразильським «Палмейрасом». Сума трансферу становила 7,5 млн євро. 13 лютого 2025 року дебютував за нову команду в матчі Ліги Пауліста проти «Інтернасьйонала» (Лімейра). 14 квітня в поєдинку Серії A проти «Корінтіанса» забив свій перший гол за «Палмейрас». Улітку 2025 року виступав на клубному чемпіонаті світу в США. На турнірі провів три матчі, а його команда дійшла до чвертьфіналу, де поступилась англійському «Челсі».

## Кар'єра в збірній
5 червня 2023 року вперше викликаний до збірної Уругваю головним тренером Марсело Б'єлсою для участі в товариських матчах проти збірних Нікарагуа і Куби. 15 червня дебютував за збірну Уругваю у поєдинку проти збірної Нікарагуа, вийшовши в стартовому складі.
8 червня 2024 року включений в офіційну заявку збірної Уругваю для участі в матчах фінальної частини Кубка Америки 2024 в США. На турнірі не зіграв жодного матчу, а уругвайці здобули бронзові нагороди, здолавши в матчі за 3-тє місце в серії пенальті канадців.

## Статистика виступів

### Клубна статистика
Станом на 5 липня 2025
| Клуб                | Сезон             | Чемпіонат         | Чемпіонат | Чемпіонат | Кубок | Кубок | Континентальні | Континентальні | Інші  | Інші | Всього | Всього |
| Клуб                | Сезон             | Дивізіон          | Матчі     | Голи      | Матчі | Голи  | Матчі          | Голи           | Матчі | Голи | Матчі  | Голи   |
| ------------------- | ----------------- | ----------------- | --------- | --------- | ----- | ----- | -------------- | -------------- | ----- | ---- | ------ | ------ |
| Насьйональ          | 2019              | Прімера Дивізіон  | 1         | 0         | —     | —     | 0              | 0              | 0     | 0    | 1      | 0      |
| Насьйональ          | 2020              | Прімера Дивізіон  | 21        | 1         | —     | —     | 8              | 0              | 3     | 0    | 32     | 1      |
| Насьйональ          | 2021              | Прімера Дивізіон  | 9         | 0         | —     | —     | 4              | 0              | 1     | 0    | 14     | 0      |
| Насьйональ          | Всього            | Всього            | 31        | 1         | 0     | 0     | 12             | 0              | 4     | 0    | 47     | 1      |
| Ред Булл Брагантіно | 2021              | Серія А           | 13        | 0         | 0     | 0     | 0              | 0              | —     | —    | 13     | 0      |
| Ред Булл Брагантіно | 2022              | Серія А           | 0         | 0         | 0     | 0     | 0              | 0              | —     | —    | 0      | 0      |
| Ред Булл Брагантіно | Всього            | Всього            | 13        | 0         | 0     | 0     | 0              | 0              | 0     | 0    | 13     | 0      |
| → Мідтьюлланн       | 2022–23           | Суперліга         | 9         | 0         | 1     | 0     | 6              | 1              | —     | —    | 16     | 1      |
| Мідтьюлланн         | 2022–23           | Суперліга         | 15        | 0         | 0     | 0     | 1              | 0              | 1     | 0    | 17     | 0      |
| Мідтьюлланн         | 2023–24           | Суперліга         | 16        | 0         | 0     | 0     | 6              | 0              | 0     | 0    | 22     | 0      |
| Мідтьюлланн         | 2024–25           | Суперліга         | 15        | 0         | 1     | 0     | 11             | 0              | 0     | 0    | 27     | 0      |
| Мідтьюлланн         | Всього            | Всього            | 55        | 0         | 2     | 0     | 24             | 1              | 1     | 0    | 82     | 1      |
| Палмейрас           | 2025              | Серія А           | 10        | 1         | 1     | 0     | 5              | 0              | 11    | 0    | 27     | 1      |
| Всього за кар'єру   | Всього за кар'єру | Всього за кар'єру | 109       | 2         | 3     | 0     | 41             | 1              | 26    | 0    | 68     | 3      |

1. 1 2  Матчі в Кубку Лібертадорес
2. ↑  2 матчі в плей-оф Чемпіоншипу і 1 матч у фіналі в Торнео Інтермедіо
3. ↑  3 матчі в Кубку Лібертадорес і 1 матч у Південноамериканському кубку
4. ↑  Матчі в Суберкубку Уругваю
5. 1 2  Матчі в Лізі Європи УЄФА
6. ↑  Матч за участь в єврокубках
7. ↑  Матчі в Лізі конференцій УЄФА
8. ↑  5 матчів в Лізі чемпіонів УЄФА, 6 матчів у Лізі Європи УЄФА
9. ↑  8 матчів в Лізі Пауліста, 3 матчі на клубному чемпіонаті світу

### Міжнародна статистика
Станом на 11 вересня 2024 
| Збірна            | Сезон             | Товариські | Товариські | Офіційні | Офіційні | Всього | Всього |
| Збірна            | Сезон             | Матчі      | Голи       | Матчі    | Голи     | Матчі  | Голи   |
| ----------------- | ----------------- | ---------- | ---------- | -------- | -------- | ------ | ------ |
| Уругвай           |                   |            |            |          |          |        |        |
| 2023              | 2                 | 0          | 0          | 0        | 2        | 0      |        |
| 2024              | 0                 | 0          | 2          | 0        | 2        | 0      |        |
| Всього за кар'єру | Всього за кар'єру | 2          | 0          | 2        | 0        | 4      | 0      |

### Матчі за збірну
Станом на 11 вересня 2024 
| Матчі Еміліано Мартінеса за збірну Уругваю | Матчі Еміліано Мартінеса за збірну Уругваю | Матчі Еміліано Мартінеса за збірну Уругваю | Матчі Еміліано Мартінеса за збірну Уругваю | Матчі Еміліано Мартінеса за збірну Уругваю | Матчі Еміліано Мартінеса за збірну Уругваю | Матчі Еміліано Мартінеса за збірну Уругваю | Матчі Еміліано Мартінеса за збірну Уругваю |
| №                                          | Дата                                       | Суперник                                   | Рахунок                                    | Голи                                       | Картки                                     | Хвилини                                    | Змагання                                   |
| ------------------------------------------ | ------------------------------------------ | ------------------------------------------ | ------------------------------------------ | ------------------------------------------ | ------------------------------------------ | ------------------------------------------ | ------------------------------------------ |
| 1                                          | 15 червня 2024                             | Нікарагуа                                  | 4–1                                        |                                            |                                            | 90'                                        | Товариський матч                           |
| 2                                          | 21 червня 2024                             | Куба                                       | 2–0                                        |                                            |                                            | 24'                                        | Товариський матч                           |
| 3                                          | 7 вересня 2024                             | Парагвай                                   | 0–0                                        |                                            |                                            | 11'                                        | Відбіркові матчі ЧС-2026                   |
| 4                                          | 11 вересня 2024                            | Венесуела                                  | 0–0                                        |                                            | 90'                                        | 90'                                        | Відбіркові матчі ЧС-2026                   |

Всього: 4 матчі / 0 голів; 2 перемоги, 2 нічиї, 0 поразок.

## Досягнення

### Командні досягнення
«Насьйональ» (до 20 років)
- Володар молодіжного Кубка Лібертадорес: 2018[29]

«Насьйональ»
- Чемпіон Уругваю (2): 2019[30], 2020[31]
- Володар Суперкубка Уругваю: 2021[32]

«Мідтьюлланн»
- Чемпіон Данії: 2023–24[33]

Збірна Уругваю
- Бронзовий призер Кубка Америки: 2024[34]

### Особисті досягнення
- Команда року уругвайської Прімери: 2020[35]